# Thermiphione tufari
Thermiphione tufari är en ringmaskart som beskrevs av Hartmann-Schröder 1992. Thermiphione tufari ingår i släktet Thermiphione och familjen Polynoidae. Inga underarter finns listade i Catalogue of Life.